# Angela Bowie
Angela Bowie (nascida Mary Angela Barnett  em 25 de setembro de 1949, em Chipre) é uma modelo e atriz norte-americana. Ela é a ex-esposa do músico inglês David Bowie e é mãe do cineasta Duncan Jones.

## Biografia
Nascida Mary Angela Barnett, como cidadã norte-americana, em 25 de setembro de 1949 na ilha de Chipre como filha do coronel George M. Barnett, veterano do Exército dos Estados Unidos, e sua esposa, Helena Maria Galas Barnett, canadense naturalizada. Seu pai era engenheiro de minas e administrou uma usina para a Cyprus Mines Corporation. Ela tem um irmão 16 anos mais velho. Seus pais faleceram em 1984.
Ela tem ascendência inglesa e polonesa e foi criada como católica romana. No entanto, identificava-se como cipriota, escrevendo em 2000, "eu sou cipriota por disposição. Não tenho passaporte nem nacionalidade cipriota, mas o meu coração é cipriota, não cipriota grego nem turco, somente cipriota".
Educada em Chipre, Suíça e Reino Unido (Universidade de Kingston), ela frequentou brevemente o Connecticut College até ser expulsa por ter um caso homossexual, um acaso mencionado em seu autobiografia de 1981, Free Spirit.

## Vida pessoal
Aos 19 anos, ela conheceu o músico David Bowie em Londres em 1969. De acordo com ela, eles se conheceram através de sua amizade mútua com o executivo de gravadora Dr. Calvin Mark Lee. O casal se casou um ano depois, em 19 de março de 1970, no Cartório de Registro Civil de Bromley em Beckenham Lane, Londres. Em 30 de maio de 1971, nasceu o filho do casal, Duncan Zowie Haywood Jones. Mais tarde, ele preferiu ser conhecido como Joe ou Joey, mas desde então voltou ao nome de Duncan Jones. Após nove anos de casados, Angie e David Bowie se separaram, e finalmente se divorciaram em 8 de fevereiro de 1980 na Suíça.
Durante seu casamento, ela sempre acompanhava seu marido em turnês internacionais. Bowie compôs "The Prettiest Star" para ela. Durante uma cena de bastidores do filme Ziggy Stardust and the Spiders from Mars, David chama Angie de "Star".
Após o divórcio, Angie teve um relacionamento de longo prazo com o músico punk Drew Blood (nascido Andrew Lipka). O casal teve uma filha, Stacia. Mais tarde, ela viveu em Tucson, no estado do Arizona.
Desde os 2010, ela estava afastado de seu filho Duncan Jones, declarando em uma entrevista que uma reconciliação era improvável. Em uma entrevista de 2018, Jones reiterou que eles nunca se reconciliaram, pois ela era uma "pessoa corrosiva".